# Пєтухов Костянтин Дмитрович
Костянтин Дмитрович Пєтухов (8(21) серпня 1914, місто Бердянськ Таврійської губернії, тепер Запорізької області — 14 серпня 1981, Москва) — радянський діяч, міністр важкого машинобудування СРСР, голова Московської міської Ради народного господарства. Член ЦК КПУ в 1952—1956 роках. Член ЦК КПРС у 1956—1961 роках. Депутат Верховної Ради СРСР 5-го скликання. Герой Соціалістичної Праці (28.08.1974)

## Біографія
Народився в родині робітника. З червня 1929 року працював слюсарем Первомайського заводу сільськогосподарського машинобудування у місті Бердянську.
У 1931—1932 роках — студент Бердянського індустріального технікуму.
У 1932—1933 роках — технік Первомайського заводу сільськогосподарського машинобудування в місті Бердянську. У 1933 році — технік тресту «Укртрактороремонт» в Харкові.
З 1934 року працював на Харківському заводі транспортного машинобудування № 183: завідувач бюро методів технічного контролю ВТК (Відділу технічного контролю) (1934—1935 роки), заступник начальника ВТК тракторного відділу (1935—1937 роки), заступник начальника і начальник ВТК танкового відділу (1937—1941 роки).
У 1940 році закінчив Харківський механіко-машинобудівний інститут (без відриву від виробництва).
Член ВКП(б) з грудня 1940 року.
У листопаді 1941 — 1945 року — заступник секретаря парткому ВКП(б) Харківського заводу транспортного машинобудування № 183(в евакуації в місті Нижній Тагіл). У 1945—1947 роках — парторг ЦК ВКП(б) Уральського танкового заводу № 183.
З грудня 1947 по серпень 1949 року — директор заводу транспортного машинобудування № 50 у місті Свердловську.
З серпня 1949 по квітень 1954 року — директор заводу транспортного машинобудування № 75 у місті Харкові.
У квітні 1954 — липні 1955 року — голова Технічної ради — заступник міністра транспортного машинобудування СРСР.
18 липня 1955 — 10 травня 1957 року — міністр важкого машинобудування СРСР.
У травні 1957 — грудні 1959 року — голова Московської міської Ради народного господарства.
У грудні 1959 — квітні 1961 року — голова Державного науково-технічного комітету РМ СРСР — міністр СРСР. Одночасно в грудні 1959 — травні 1961 року — заступник голови Державного планового комітету РМ СРСР — міністр СРСР.
У травні — вересні 1961 року — голова Московської міської Ради народного господарства.
У листопаді 1961 — 1964 року — директор Харківського турбінного заводу імені С. М. Кірова.
З січня 1965 по 1974 рік — директор Московського заводу «Динамо», в квітні 1974 — травні 1978 року — генеральний директор виробничого електромашинобудівного об'єднання «Динамо» в Москві.
Указом Президії Верховної Ради СРСР від 28 серпня 1974 року за великий внесок в розвиток і вдосконалення виробництва, створення і широке застосування на заводі ефективної системи підвищення продуктивності праці Пєтухову Костянтину Дмитровичу присвоєно звання Героя Соціалістичної Праці з врученням ордена Леніна і золотої медалі «Серп і Молот».
З травня 1978 року — персональний пенсіонер союзного значення в місті Москві.
Помер 14 серпня 1981 року. Похований в Москві на Кунцевському цвинтарі.

## Нагороди
- Герой Соціалістичної Праці (28.08.1974)
- два ордени Леніна (8.08.1966, 28.08.1974)
- орден Жовтневої Революції (20.04.1971)
- п'ять орденів Трудового Червоного Прапора (5.06.1942, 5.08.1944, 8.12.1951, 20.04.1956, 21.12.1957)
- орден Червоної Зірки (16.09.1945)
- орден «Знак Пошани» (20.01.1943)
- медалі